# 한동일
한동일(韓東一, 1941년 12월 4일 ~ 2024년 12월 29일)은 대한민국의 피아니스트이다.

## 학력
- 줄리어드스쿨 음악학교 학사

- 줄리어드스쿨 음악대학원 석사

## 발자취
교회 찬양대 지휘자였고 후에 서울시립교향악단의 팀파니스트가 된 아버지의 영향으로 만 4살 때부터 피아노와 작곡 공부를 시작하였다. 한국 전쟁으로 인해 1946년 가족과 함께 월남, 서울에 정착하였다.
10살 때 미군 위문 공연 휴식 시간에 무대에 올라 연주하던 모습을 본 병사들이 모은 5천 달러 유학 기금을 前 주한 미 제5 공군 사령관인 새뮤얼 E 앤더슨 중장의 후원으로 마련하였다. 13살의 나이로 미국으로 이주하고, 1954년 7월 25일에는 CBS TV '에드 설리번 쇼'에 출연하여 한국에서 온 피아노 신동으로 소개되었다. 뉴욕 줄리어드 스쿨에서 로지나 레빈과 피아노를 공부하였고, 줄리어드 스쿨 대학원 석사를 마쳤다. 뉴욕 필하모닉이 주최한 영 피플스 콘서트 경연대회에 합격한 후, 1956년 4월 28일, 카네기 홀에서 뉴욕 필하모닉과 차이콥스키 피아노 협주곡 제1 번(지휘: 윌프리드 펠레티어)을 협연하였다. 1962년에는 존 F. 케네디 대통령의 초청으로 백악관에서 연주를 함으로써 대한민국 정부로부터 한국을 세계에 알린 공로를 인정받아 국민훈장(모란장)을 수여 받기도 하였다. 1965년 레벤트리트 국제 콩쿠르 우승으로 한국인 최초로 국제대회 입상자가 되었다.
미국, 캐나다, 유럽, 아시아 등 전세계 25개국 등지에서 순회연주를 가지며 활발히 활동해 온 한동일은 뉴욕 필하모닉, 시카고 심포니, 로스엔젤레스 필하모닉, 클리블랜드 오케스트라, 디트로이트 심포니, 런던 필하모닉, 로열 필하모닉, 몬테카를로 오케스트라, 로테르담 필하모닉, 폴란드 국립 라디오 오케스트라, 부다페스트 라디오 심포니 오케스트라 세계 유수의 교향악단과 협연하였으며 솔로이스트로서 세계의 유수한 지휘자들인 베르나르트 하이팅크, 헤르베르트 블롬슈테르, 샤를르 뒤트와, 오이겐 요흠, 로버트 쇼, 데이비드 진만 등과 협연하였다.(Bernard Haitink, Herbert Blomstedt, Edo de Waart, Rafael Frühbeck de Burgos, Charles Dutoit, Lukas Foss, Eugen Jochum, Raymond Leppard, Robert Shaw, Stanisław Skrowaczewski, and David Zinman.)
1969년 인디애나 대학교, 일리노이 대학교, 북 텍사스 대학교, 보스턴 대학교에서 교직 생활을 마치고, 2005~2007년 울산대학교에서 석좌 교수, 음대 학장을 역임하였다. 순천대학교에서도 석좌 교수 임기를 마치고, 일본 히로시마 엘리자베스 음악 대학교의 초청 교수로 활동. 2013년에는 '윤이상국제음악콩쿠르' 심사위원장을 맡았다.
노년에 대한민국에 영구 귀국하여 2019년 3월 시민권을 재취득하였다. 2024년 한국에서 별세하였다.

## 경력
- 2011 제7회 서울국제음악콩쿠르 심사위원회 위원장
- 일본 히로시마 엘리자베스 음악대학 객원교수
- 순천대학교 피아노학과 석좌교수
- 2005 울산대학교 음악대학 음악학부 피아노전공 교수
- 보스턴대학교 음악대학 교수
- 1978 텍사스주립대학교 교수
- 1973 일리노이대학교 음악대학 부교수